# Arrondissement Langon
Arrondissement Langon (fr. Arrondissement de Langon) je správní územní jednotka ležící v departementu Gironde a regionu Akvitánie ve Francii. Člení se dále na 15 kantonů a 198 obcí.

## Kantony do 2014
- Auros
- Bazas
- Cadillac
- Captieux
- Grignols
- Langon
- Monségur
- Pellegrue
- Podensac
- La Réole
- Saint-Macaire
- Saint-Symphorien
- Sauveterre-de-Guyenne
- Targon
- Villandraut